# Krackow
 Ikke at forveksle med Krakow.
Krackow er en by og kommune i det nordøstlige Tyskland, beliggende i Amt Löcknitz-Penkun i den sydøstlige del af Landkreis Vorpommern-Greifswald. Landkreis Vorpommern-Greifswald ligger i delstaten Mecklenburg-Vorpommern.

## Geografi
Krackow er beliggende i den sydøstligste del af Mecklenburg-Vorpommern mellem floderne Randow (ved grænsen til Brandenburg og på en strækning af 4 km kommunegrænse) og Oder, der ligger 10–15 km længere mod øst. Krackow ligger 25 km sydøst for byen Pasewalk og 20 km sydvest for centrum af Stettin (Szczecin) i Polen. Mod vest er kommunens område en del af dalen Randowbruch, men den største del ligger på en bakket moræneryk.
Her er, i den østlige del af kommunen, flere små søer, hvor den arealmæssigt største er Lebehnscher See mod nordøst. I nærheden af landsbyen Schuckmannshöhe badesøen Düsterer See.
I kommunen ligger ud over Krackow, landsbyerne Battinsthal, Hohenholz, Schuckmannshöhe, Lebehn og Kyritz.

### Trafik
Krackow er beliggende ved Bundesstraße B 113, 3,5 kilometer nord for motorvejsafkørslen Penkun ved A 11 (Berlin–Stettin). Grænseovergangene til Polen ligger kun få kilometer væk (Mescherin, Rosow, Pomellen, Linken). Cykelruten Oder-Neiße-Radweg passerer gennem byen og kommunen.

## Eksterne kilder og henvisninger
1. ↑  "Kort med cykelruten". Arkiveret fra originalen 8. juni 2017. Hentet 17. maj 2017.

- Wikimedia Commons har flere filer relateret til Krackow
- Byens side på amtets websted
- Befolkningsstatistik (Webside ikke længere tilgængelig)